# Vårbrandbæger
Vårbrandbæger (Senecio vernalis), ofte skrevet vår-brandbæger, er en 15-40 cm høj, enårig plante med smørgule blomster. Den findes ofte som ukrudt i marker, men gror også på mere naturlige voksesteder: langs veje, på affaldspladser og i klitter.

## Beskrivelse
Vårbrandbæger er en enårig, urteagtig plante med en opstigende, forgrenet og busket vækst. Stængler og blade er dækket af et hvidfiltet hårlag, som dog tabes hen på sommeren. Bladene er spredtstillede, elliptiske og lappede til fligede med kruset, hel rand med tydelig spids på hver af fligene.
Blomstringen foregår i maj-juni, hvor man finder blomsterne samlet i endestillede kurve. Både skivekroner og randkroner er smørgule, og randkronerne længere end kurvsvøbbladene. Frugterne er nødder med en hårformet fnok.
Rodsystemet består af grove, trævlede rødder.
Højde x bredde og årlig tilvækst: 0,30 x 0,30 m (30 x 30 cm/år).

## Hjemsted
Vårbrandbæger har sin naturlige udbredelse i Mellemøsten, Kaukasus, Centralasien og Østeuropa. Den er naturaliseret i det øvrige Europa, og i Danmark findes den temmelig almindeligt over hele landet, og er giftig for heste. Den er knyttet til voksesteder i fuld sol eller halvskygge med en jord, der er forholdsvis tør og veldrænet, og som har et højt næringsindhold.
I Shirvan Nationalparken ved kysten af det Kaspiske Hav i Shirvanregionen, Aserbajdsjan, vokser arten i steppevegetation på grusede aflejringer fra søen sammen med bl.a. Aegilops biuncalis (en art af gedeøje), Allium rubellum (en art af løg), agersnerle, alm. figen, alm. hvene, alm. svinemælk, blød storkenæb, fliget vejbred, glat lakrids, kveller, lancetvejbred, liden sneglebælg, liden tusindgylden, Nonea caspica (en art af kosakurt), Scorzonera lacinata (en art af skorzoner), smalbladet sølvblad, Spergularia salina (en art af Hindeknæ), stinkende karse, strandasters, strandmalurt, toraklet ledris og Tragopogon orientalis (en art af gedeskæg)
| Portal | Portal:Botanik |

## Note
1. ↑  "Brandbæger | Giftig for heste | Forgiftning | Symptomer". www.netdyredoktor.dk.
2. ↑  Sebastian Schmidt: Vegetation Cluster and Soil Types of Shirvan National Park, Azerbaijan (tysk)